# William Blumberg
William Blumberg (Nueva York, Estados Unidos; 26 de enero de 1998) es un tenista estadounidense.
Blumberg alcanzó el puesto 74 en el ranking ATP de dobles el 12 de septiembre de 2023; mientras que en individuales llegó al puesto 438 el 18 de febrero de 2019.
Junto a Tommy Paul fue subcampeón del torneo de dobles de Roland Garros junior.

## Títulos ATP (3; 0+3)

### Dobles (3)
| Leyenda                         |
| Grand Slam (0)                  |
| ATP Wourld Tour Finals (0)      |
| ATP Masters 1000 World Tour (0) |
| ATP World Tour 500 series (0)   |
| ATP World Tour 250 series (3)   |

| No. | Fecha               | Torneo    | Superficie | Pareja            | Oponentes en la final          | Resultado   |
| --- | ------------------- | --------- | ---------- | ----------------- | ------------------------------ | ----------- |
| 1.  | 18 de julio de 2021 | Newport   | Hierba     | Jack Sock         | Austin Krajicek Vasek Pospisil | 6-2, 7-6(3) |
| 2.  | 17 de julio de 2022 | Newport   | Hierba     | Steve Johnson     | Raven Klaasen Marcelo Melo     | 6-4, 7-5    |
| 3.  | 6 de agosto de 2022 | Los Cabos | Dura       | Miomir Kecmanović | Raven Klaasen Marcelo Melo     | 6-0, 6-1    |

#### Finalista (3)
| N.º | Fecha                 | Torneo  | Superficie    | Pareja         | Oponentes en la final             | Resultado        |
| --- | --------------------- | ------- | ------------- | -------------- | --------------------------------- | ---------------- |
| 1.  | 23 de julio de 2023   | Newport | Hierba        | Max Purcell    | Nathaniel Lammons Jackson Withrow | 3-6, 7-5, [5-10] |
| 2.  | 11 de febrero de 2024 | Dallas  | Dura (i)      | Rinky Hijikata | Max Purcell Jordan Thompson       | 4-6, 6-2, [8-10] |
| 3.  | 6 de abril de 2024    | Houston | Tierra batida | John Peers     | Max Purcell Jordan Thompson       | 5-7, 1-6         |

## Títulos ATP Challenger (5; 0+5)

### Dobles (5)
| No. | Fecha                    | Torneo                        | Superficie    | Pareja              | Oponentes en la final           | Resultado         |
| --- | ------------------------ | ----------------------------- | ------------- | ------------------- | ------------------------------- | ----------------- |
| 1.  | 18 de septiembre de 2021 | Challenger de Cary II         | Dura          | Max Schnur          | Stefan Kozlov Peter Polansky    | 6-4, 1-6, [10-4]  |
| 2.  | 30 de octubre de 2021    | Challenger de Las Vegas       | Dura          | Max Schnur          | Jason Jung Evan King            | 7-5, 56-7, [10-5] |
| 3.  | 6 de noviembre de 2021   | Challenger de Charlottesville | Dura (i)      | Max Schnur          | Treat Huey Frederik Nielsen     | 3-6, 6-1, [14-12] |
| 4.  | 5 de febrero de 2022     | Challenger de Cleveland       | Dura (i)      | Max Schnur          | Robert Galloway Jackson Withrow | 6-3, 7-64         |
| 5.  | 29 de abril de 2023      | Challenger de Savannah        | Tierra batida | Luis David Martínez | Federico Gomez Nicolás Kicker   | 6-1, 6-4          |